# Tání

Tání kostek ledu ve sklenici (50 minut)

Tání je fázová přeměna (změna skupenství), při níž se pevná látka mění na kapalinu. Opačný pochod – změna kapaliny v pevnou látku – se nazývá tuhnutí. Dle Ottova slovníku naučného se pojem tání používá pro led a sníh (led a sníh taje). Avšak pro kovy a minerály se používá pojem tavení (železo, hliník aj. se taví).

## Vlastnosti
K tomu, aby pevná látka začala tát, je třeba ji zahřát na teplotu tání. Ta je u různých látek odlišná. K tomu, aby látka zahřátá na teplotu tání roztála, je třeba ji dodat energii, která odpovídá skupenskému teplu tání.
Tání má jiný průběh pro krystalické látky a amorfní látky. Krystalické látky tají při konkrétní hodnotě teploty tání, zatímco amorfní látky přechází do kapalného skupenství spojitě v určitém intervalu teplot. Nemají tedy přesně daný bod tání, ale při zvyšování teploty postupně měknou. Toto měknutí je důsledkem postupného snižování viskozity. U amorfních látek tedy nelze určit přesnou hranici mezi tím, kdy je látka ve skupenství pevném, a kdy je ve skupenství kapalném.
Objem tělesa se obvykle při tání zvětšuje, teplota tání tedy s růstem tlaku stoupá. U některých látek se však jejich objem při tání zmenšuje a teplota tání tedy s rostoucím tlakem klesá. Tento jev lze pozorovat např. u vody, o čemž se lze přesvědčit např. pokusem s regelací ledu.
Za jistých podmínek může existovat pevná fáze i za bodem tání. V tom případě mluvíme o přehřátí pevné látky.